# Konferencja Rektorów Zawodowych Szkół Polskich
Konferencja Rektorów Zawodowych Szkół Polskich (KRZaSP) – dobrowolne zrzeszenie rektorów polskich uczelni niepublicznych i publicznych prowadzących kształcenie na poziomie zawodowym (I oraz II stopnia). Została powołana 15 grudnia 2005 na podstawie ustawy Prawo o szkolnictwie wyższym z 2005 roku. Drugą obok KRZaSP przewidzianą w ustawie konferencją rektorów jest Konferencja Rektorów Akademickich Szkół Polskich, reprezentująca uczelnie mające uprawnienia do nadawania stopnia naukowego doktora.

## Władze

### I Kadencja 2005–2008
Przewodniczący – Prof. dr hab. Jerzy Malec

### II Kadencja 2008–2012
Przewodniczący – Prof. dr hab. Waldemar Tłokiński

Honorowy Przewodniczący – Prof. dr hab. Jerzy Malec

### III Kadencja 2012–2016
Przewodniczący – Prof. zw. dr hab. Waldemar Tłokiński

### IV Kadencja 2017–2020
Przewodniczący –  Prof. zw. dr hab. Waldemar Tłokiński

### V Kadencja 2020–2024
Przewodniczący –  Prof. zw. dr hab. Waldemar Tłokiński